# Бадер аль-Мутава
Бадер Ахмед аль-Мутава (араб. بدر أحمد بدر المطوَّع‎; род. 10 января 1985, Эль-Кувейт) — кувейтский футболист, нападающий клуба «Аль-Кадисия» и сборной Кувейта. Бывший рекордсмен мира по количеству матчей за сборную по футболу (196 игр).

## Карьера
С 2002 года выступает за команду «Аль-Кадисия».
С 2003 года выступает за сборную Кувейта. В 2010 году вместе со сборной выиграл Чемпионат западной Азии по футболу. В том же году сборная Кувейта выиграла свой 10-й Кубок наций Персидского залива, Аль-Мутава стал лучшим бомбардиром на турнире (3 гола). Принимал участие в Кубке Азии 2011.

## Достижения

### Командные
- Чемпион Кувейта (7): 2002/03, 2003/04, 2004/05, 2008/09, 2009/10, 2010/11, 2011/12
- Обладатель Кубка Залива: 2010
- Чемпион Западной Азии: 2010

### Личные
- Лучший бомбардир Кубка наций Персидского залива 2010
- Лучший бомбардир 2010 года (версия IFFHS)